# Пиета Хотспърс
Пиета Хотспърс (на малтийски: Pietà Hotspurs FC) е малтийски футболен клуб, базиран в град Пиета. Основан през 1968 година. До 1973 година се е казвал Пиета Атланта. Шампион в Малта през сезон 2006/07. Играе домакинските си срещи на стадион „Виктор Тедеско“ в Хамрун с капацитет 6 000 зрители. Цветове на отбора — сини и бели.

## История на имената на клуба
| Години      | Име                              |
| 1968 – 1973 | Пиета Атланта Pietà Atlanta      |
| 1973 –      | Пиета Хотспърс Pietà Hotspurs FC |

## Успехи
- Премиер лига:
  - 5-о място (3): 1999/2000, 2002/03, 2003/04
- Първа дивизия:
  -  Шампион (2): 2013/14[3]
- Купа на Малта
  -  1/4 финалист (6): 2001, 2002, 2003, 2007, 2012, 2014

## Български футболисти
- Сашо Димов: ?
- Стоян Пумпалов: 1996/97
- Мартин Деянов: 1998/2000 (48 мача - 7 гола) / 2005/09 (84 мача - 36 гола)
- Сашо Ангелов: 1999/2000 (22 мача - 0 гола)
- Славчо Павлов: 2000
- Светлан Кондев: 2006/07 (30 мача - 6 гола)
- Пейчо Делиминков: 2006/08 (12 мача - 2 гола)
- Румен Гълъбов: 2006/08 (31 мача - 2 гола)
- Йордан Димитров: 2016/17 (13 мача - 3 гола)